# Lucas Babin
Lucas Edwin Babin (Beaumont, 30 de julho de 1979) é um ator, cantor e modelo norte-americano.

## Carreira
Iniciou sua carreira de modelo em Los Angeles e Nova Iorque. Trabalhou para estilistas conceituados como Gianni Versace, Gucci, Ralph Lauren e Calvin Klein, até ser considerado pela Tear Sheet, revista dos bastidores da moda, um dos 50 homens mais bonitos do mundo.
Cursou um ano de cinema na Universidade Stephen F. Austin no seu estado natal do Texas e nos últimos quatro anos estudou com renomados preparadores de atores de Los Angeles. Depois vieram filmes (RSVP, de Mark Anthony Galluzo; School of Rock, de Richard Linklater; Brick, com direção de Rian Johnson e La Belle Dame Sans Merci, de John Keats) e pequenas participações em seriados americanos, como Angel (2000) e Sex and the City (2001). Em 2005 participou da novela América.
Lucas fala português fluentemente, por ter morado e trabalhado no Brasil. Ele tem uma irmã gêmea chamada Kirsten. 
É casado desde 2007 com a empresária brasileira Luciana Bressane, com quem tem dois filhos gêmeos.

## Filmografia

### No cinema
- 2005 - La Belle Dame Sans Merci - The Knight (Young)
- 2005 - Brick - Big Stoner
- 2005 - Venice Underground - Junkie
- 2003 - School of Rock - Spider
- 2000 - R.S.V.P. - Jimmy Franklin

### Na televisão
- 2007 - CSI: Crime Scene Investigation - Larry Ludwig
- 2006 - The Young and the Restless - Rocky
- 2006 - CSI: Miami - Todd
- 2006 - Avassaladoras - Peter/Stuart
- 2005 - América - Nick
- 2002 - ChromiumBlue.com - Joe
- 2001 - Sex and the City - Modelo da Festa
- 2000 - Angel - Joey
- 2000 - This Is How the World Ends - Flash
- 2000 - Undressed - Clyde

## Discografia
- Lucas Babin - 2005